# كيررا (فوكيس)
كيررا (Κίρρα) هي مدينة في فوكيس في مقاطعة كينتريكي إلادا في اليونان.